# Johnstown (Colorado)
Johnstown é uma cidade  localizada no estado americano de Colorado, no Condado de Weld.

## Demografia
Segundo o censo americano de 2000, a sua população era de 3827 habitantes.
Em 2006, foi estimada uma população de 8237, um aumento de 4410 (115.2%).

## Geografia
De acordo com o United States Census Bureau tem uma área de
3,0 km², dos quais 3,0 km² cobertos por terra e 0,0 km² cobertos por água. Johnstown localiza-se a aproximadamente 1458 m acima do nível do mar.

## Localidades na vizinhança
O diagrama seguinte representa as localidades num raio de 16 km ao redor de Johnstown.